# Höyükköy, Sumbas
Hüyük là một xã thuộc huyện Sumbas, tỉnh Osmaniye, Thổ Nhĩ Kỳ. Dân số thời điểm năm 2010 là 208 người.